# Mariakapel (Wanssum, De Kooy)
De Mariakapel is een kapel in Wanssum in de Nederlands Noord-Limburgse gemeente Venray. De kapel staat aan de noordoostkant van het dorp op de hoek van de straten De Kooy en Kamillepad. In het westelijk deel van het dorp staat een tweede Mariakapel.
De kapel is gewijd aan Maria.

## Geschiedenis
In de tweede helft van de 19e eeuw werd de kapel in de velden gebouwd aan de weg naar het veer.
In de 20e eeuw verbrede men de weg en bouwde men in de omgeving fabriekshallen, waaronder een loods direct achter de kapel. De directie van het bedrijf die de fabriekshal had laten bouwen schonk geld om kapellen en wegkruisen op te knappen en om de kapel op een andere plek te herbouwen. Op 26 mei 1991 werd de herbouwde kapel ingewijd door de pastoor.

## Bouwwerk
De rode bakstenen kapel is opgetrokken op een rechthoekig plattegrond en wordt gedekt door een verzonken zadeldak met leien. De frontgevel en achtergevel hebben een verbrede aanzet en op de top van de frontgevel staat een smeedijzeren kruis. De kapel heeft geen vensters en in de frontgevel bevindt zich de spitsboogvormig toegang tot de kapel die wordt afgesloten door een hek dat versierd is met spijlen die bovenin in de punt van de spitsboog samenkomen. Boven de ingang is een gedenksteen ingemetseld die afkomstig is uit de oude kapel en toont de tekst: Heilige Maria. In de rechter zijgevel is een gevelsteen aangebracht met de tekst:

Salve Regina(Wees gegroet Koningin)

In de linker zijgevel is een gevelsteen aangebracht met de tekst:

Regina caeli laetere(Blijde hemelkoningin)

Van binnen is de kapel uitgevoerd in bakstenen. In de achterwand is een spitsboogvormige nis aangebracht met ervoor een smeedijzeren hek. In de nis staat een houten Mariabeeld en toont een gekroonde Maria met op haar arm een gekroond kindje Jezus. Dit beeld is een kopie van het originele beeld dat in de parochiekerk wordt bewaard.